# Ban Borić
Ban Borić av Bosnien, död 1163, var Bosniens regent från 1154 till 1163.